# Каролина (Порторико)
Каролина (шп. Carolina) је општина у америчкој острвској територији Порторико, острвској држави Кариба.

## Демографија
По попису из 2010. године број становника је 176.762, што је 9.314 (-5,0%) становника мање него 2000. године.
| Група             | 2000.           | 2010.           |
| Белци             | 2.135 (1,1%)    | 1.631 (0,9%)    |
| Афроамериканци    | 31.444 (16,9%)  | 40.310 (22,8%)  |
| Азијати           | 559 (0,3%)      | 625 (0,4%)      |
| Хиспаноамериканци | 183.125 (98,4%) | 174.234 (98,6%) |
| Укупно            | 186.076         | 176.762         |